# Picada
La picada és una de les salses i tècniques culinàries essencials de la cuina catalana. La picada és una tècnica culinària en la qual s'esmicolen herbes i nous, com ara la picada de julivert o la picada d'ametlles, per després afegir-les a un àpat més complex, com una sopa de peix. La picada se sol afegir als darrers moments de la cocció del plat, uns cinc minuts abans que aquest estigui llest, i no s'ha de fer mai abans de colar o de desgreixar la salsa o el plat. La picada no és una salsa autònoma com l'allioli o el romesco, és a dir, s'afegeix durant la cocció al plat que ha de condimentar. Sovint, una elaboració comença per una altra salsa essencial, el sofregit i acaba amb la picada, que se sol afegir prop de deu minuts abans de treure el plat del foc. Serveix per acabar de lligar el suc, espessir i donar l'excel·lent toc final a una multitud de receptes: carns, peix, arrossos, sopes, llegums, verdures, etc.
La picada es prepara en el morter i ha de contenir una terna bàsica: ametlles, pa i líquid. Les ametlles són torrades i es poden substituir per algun altre fruit sec com ara avellanes, pinyons o nous, o combinats. El pa ha de ser rígid per poder-lo picar, és a dir, torrada, o fregit en una mica d'oli a la paella, o galeta, o crostó, o pa vell, o carquinyolis. El líquid sol ser el suc de la cocció però també pot servir brou, aigua calenta o vi. A partir d'aquí hi ha moltes variants per afegir a la base. Els alls són molt usats i gairebé tan importants com els altres tres elements. El safrà és un altre ingredient que per a molts entesos és indispensable. El julivert també hi fa sovint acte de presència. I d'altres com la canyella, fetge cuit, xocolata, comí…

## Antecedents i relacions
Històricament, les picades d'ametlles són documentades a la cuina catalana des de sempre. Els tractats medievals més antics ja les tenen presents.
Les altres cuines veïnes mediterrànies, com l'occitana o la italiana, tenen salses d'essència semblant com ara el pesto.
Amb el nom castellà de picadillo es designa un guisat de carn trinxada o capolada, aquesta essent molt utilitzada al segle xvii. Permetia d'aprofitar-la al màxim i resultava fàcil de menjar, cosa gens menyspreable en temps en què molta gent patia problemes dentals. Es preparava de moltes maneres: en pilotes o simplement amb un sofregit. Sovint s'acompanyava amb verdures o fruites seques.